# Santa Maria del Rosario nel Cimitero di Santo Spirito
Santa Maria del Rosario nel Cimitero di Santo Spirito var en kyrkobyggnad i Rom, helgad åt Vår Fru av Rosenkransen. Kyrkan var belägen vid dagens Via Urbano VIII i Rione Trastevere.

## Kyrkans historia
Kyrkan uppfördes år 1744 som begravningskapell för Ospedale di Santo Spirito, ett sjukhus grundat år 1204 av påve Innocentius III (1198–1216). Kyrkan var belägen på Cimitero di Santo Spirito, den Helige Andes kyrkogård, och ritades av Ferdinando Fuga. Det rikt utsmyckade altaret har attribuerats åt Giovanni Lorenzo Bernini.
Kort efter Italiens enande år 1871 exproprierades delar av kyrkogården samt kapellet för att anlägga Passeggiata del Gianicolo samt uppförandet av Collegio di Propaganda Fide, nuvarande Pontificio Collegio Urbano de Propaganda Fide. Kyrkogården stängdes år 1891 och de mänskliga kvarlevorna överfördes till begravningsplatsen Campo Verano i nordöstra Rom. I samband med detta revs kyrkan Santa Maria del Rosario.